# Revolta de l'Alt Llobregat
Els historiadors han anomenat Revolta de l'Alt Llobregat, o Fets de Fígols de 1932, a la vaga general, de caràcter revolucionari, que es produí entre els dies 18 i 23 de gener de 1932 i que va tenir un seguiment important als sectors miner i tèxtil.
La protesta s'inicià a Berga i arribà a les mines de Fígols, on els anarquistes proclamaren el comunisme llibertari.
Iniciada la vaga general revolucionària, el moviment es propagà cap a altres poblacions mineres com Balsareny, Sallent, Cardona i Súria, on els vaguistes revolucionaris es feren els amos de la situació. La resposta fou una dura repressió que va castigar fins i tot el revolucionari espanyol Buenaventura Durruti. Joan Garcia Oliver va qualificar l'experiència de "gimnàstica revolucionària". El govern de la República ordenà la intervenció de l'exèrcit dirigit per Goded. Manresa quedà ocupada militarment com a centre d'operacions per controlar tota la comarca. Molts miners foren detinguts i alguns d'ells van ser empresonats i fins i tot deportats al RIF, protectorat espanyol a l'Àfrica.
L'esclat de la vaga revolucionària fou el resultat de la situació econòmica de la zona i del país, i de les expectatives de canvi social radical que s'havien creat molts sectors obrers des dels primers temps de l'etapa republicana. A Catalunya els sectors més radicals dels anarquistes havien anat controlant la CNT, fet que coincidia amb un augment de la conflictivitat social que va arribar a tenir un dels seus punts més crítics amb la insurrecció de l'Alt Llobregat. L'aixecament fou el detonant del distanciament al si de la CNT entre la tendència més sindicalista i la tendència més anarquista ja les diferències estratègiques de cada sector eren notables.
El Museu de les Mines de Cercs va incorporar el 2009 un audiovisual de 16 minuts que descriu aquesta revolta de 1932.